# نوروزلو، آق‌دام
نوروزلو (ترکی آذربایجانی: Novruzlu) یک منطقهٔ مسکونی در جمهوری آذربایجان است که در منطقه قره‌باغ واقع شده‌است.